# Josef Balsamo
Josef Balsamo (1846–1849, Joseph Balsamo) je dobrodružný historický román francouzského spisovatele Alexandra Dumase staršího, který napsal ve spolupráci s Augustem Maquetem. Jde o první část autorova románového cyklu Paměti lékařovy (Mémoires d'un médecin), ve kterém je zachycena příprava a počáteční průběh Velké francouzské revoluce v letech 1770 až 1793.

## Obsah románu

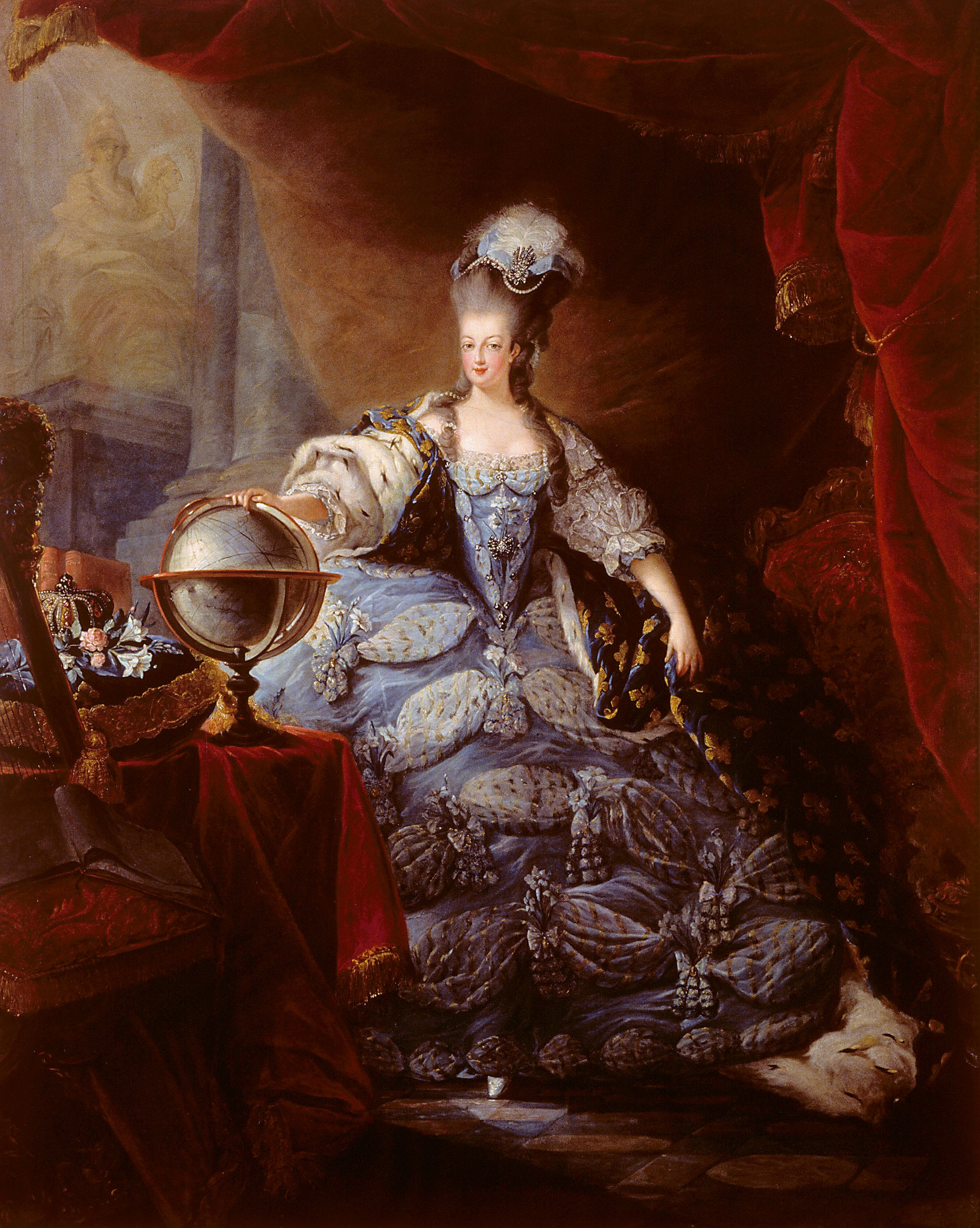
Marie Antoinetta roku 1775

Hlavním hrdinou tohoto románu, odehrávajícího se v letech 1770–1774, je dobrodruh, alchymista, svobodný zednář a mág Josef Balsamo, jinak známý též jako Cagliostro. Na počátku vyprávění se s ním setkáváme jako s Velkým Koptem, velmistrem tajné a mocné zednářské organizace složené z mužů ze všech koutů světa, kteří si kladou za cíl nastolení míru ve světě a úplnou mravní regeneraci lidstva. Na zasedání této organizace na Hromové hoře nedaleko Wormsu Balsamo slíbí, že do dvaceti let rozvrátí francouzskou monarchii a vytvoří tak zárodky nového lepšího světa.
Balsamo se tedy vydává do Francie. Doprovází jej jeho žena Lorenza a starý čaroděj Althotas, který byl dříve jeho učitelem. Lorenza Balsama miluje pouze když ji uvede do hypnotického spánku, jinak tvrdí, že ho nenávidí, protože ji unesl z kláštera a zabránil jí stát se jeptiškou. Chce po Balsamovi svobodu, ale ten to odmítá, protože ji jednak miluje a jednak také proto, že Lorenza má dar vidět v hypnóze do budoucnosti. Althotas zase chce po svém žákovi pannu, aby její krví doplnil svůj elixír, který mu zajistí prodloužení života.
Do Francie také přijíždí budoucí francouzská královna Marie Antoinetta, kterou do Versailles doprovází mladý šlechtic Filip de Taverney. Cestou se zastaví na svém malém panství a vezme s sebou svého otce a svou sestru Andrée. Tu miluje opuštěný a chudý mladík Gilbert, který se za ní vydává pěšky. Dostává se do učení k slavnému filozofovi Rousseauovi, zklame však jeho důvěru a musí od něj odejít. Nakonec se dostane jako zahradník na zámek, kde Andrée žije.

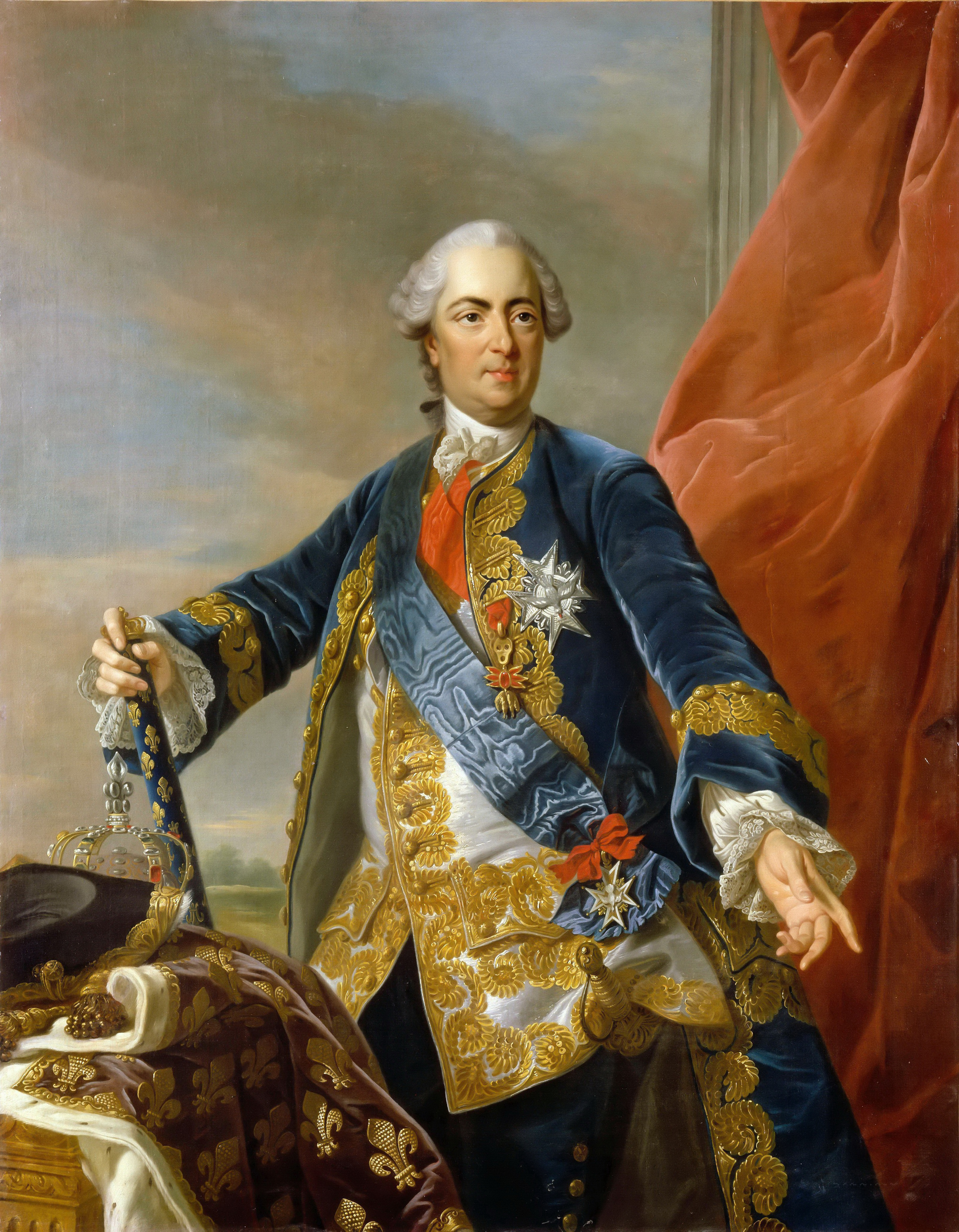
Francouzský král Ludvík XV.

Andréein otec u dvora začíná pletichařit s cílem, aby se Andrée stala milenkou krále Ludvíka XV. namísto Madame du Barry. Král skutečně k dívce zahoří vášní a slibuje, že dá jejímu bratru Filipovi pluk, když se jeho touhy naplní. Mezitím Lorenza uprchne i s listinami o spiknutí. Balsamo, aby zjistil, kde Lorenza je, uspí Andrée, která mu v hypnóze sdělí, kde se Lorenza nachází. Balsamo rychle odchází a Andrée zapomene vzbudit. Tak ji najde Gilbert a poté i král Ludvík XV., který k ní šel na milostnou schůzku, organizovanou jejím otcem. Gilbert se před králem schová a král prchne, protože se domnívá, že dívka je mrtvá. Po útěku krále se Gilbert neudrží a Andrée ve spánku znásilní.
Balsamo přivede Lorenzu zpět do svého domu a ta mu vy hypnóze sdělí, jak jej miluje a jejich manželství se konečně naplní. Althotas to však neví, a když mu Balsamo stále nedodává potřebnou pannu pro dokončení elixíru, Lorenzu zabije a použije její krev. Když mu pak zoufalý Balsamo oznámí, že Lorenza již pannou nebyla, Althotas spáchá sebevraždu.
Andrée čeká Gilbertovo dítě a nezná jeho otce. Balsamo ji uvede opět do spánku a ona v něm určí viníka. Filip mu slibuje pomstu. Andrée s Filipem odjíždí pryč, aby se nezjistilo, co se stalo. Pak Andrée porodí chlapečka, kterého však nikdy nespatří. Gilbert ho unese, ukryje jej na venkově a sám pak odjíždí do Ameriky. Filip jej vystopuje, a poté, co mu Gilbert odmítne svého syna vrátit, střelí jej do prsou a domnívá se, že ho zabil.
V závěru románu umírá Ludvík XV. a na trůn dosedá král nový, Ludvík XVI.

## Filmové adaptace
- Black Magic (1949, Černá magie), americký film, režie Gregory Ratoff, v roli Josefa Balsama Orson Welles.
- Joseph Balsamo (1973, Josef Balsamo), francouzský televizní seriál, režie André Hunebelle, v titulní roli Jean Marais.

## Česká vydání
- Josef Balsamo I.–V. Josef R. Vilímek, Praha 1911–1912, přeložila M. Marešová, znovu 1923–1924, 1929 a 1935.
- Josef Balsamo I.–V., Vladimír Orel, Praha 1929, přeložil Bedřich Vaníček.
- Josef Balsamo I.–V., Hennig Franzen, Praha 1929, přeložil Karel Čvančara a Jan Vaněk.
- Josef Balsamo I.–V., Alois Neubert. Praha 1931), přeložil Josef Janský.
- Josef Balsamo I.–IV. , Svoboda, Praha 1969, přeložil František Zvěřina.